# Oconto (Wisconsin)
Oconto és una població dels Estats Units a l'estat de Wisconsin. Segons el cens del 2000 tenia 4.708 habitants.

## Demografia
Segons el cens del 2000, Oconto tenia 4.708 habitants, 1.870 habitatges, i 1.221 famílies. La densitat de població era de 263,8 habitants per km².
Dels 1.870 habitatges en un 33,2% hi vivien nens de menys de 18 anys, en un 49,1% hi vivien parelles casades, en un 11,5% dones solteres, i en un 34,7% no eren unitats familiars. En el 29,3% dels habitatges hi vivien persones soles el 15% de les quals corresponia a persones de 65 anys o més que vivien soles. El nombre mitjà de persones vivint en cada habitatge era de 2,44 i el nombre mitjà de persones que vivien en cada família era de 2,99.
Per edats la població es repartia de la següent manera: un 25,8% tenia menys de 18 anys, un 8,8% entre 18 i 24, un 27,8% entre 25 i 44, un 21% de 45 a 60 i un 16,7% 65 anys o més.
L'edat mediana era de 37 anys. Per cada 100 dones de 18 o més anys hi havia 89 homes.
La renda mediana per habitatge era de 34.589 $ i la renda mediana per família de 43.676 $. Els homes tenien una renda mediana de 27.455 $ mentre que les dones 22.083 $. La renda per capita de la població era de 20.717 $. Aproximadament el 5,2% de les famílies i el 8,8% de la població estaven per davall del llindar de pobresa.

## Poblacions més properes
El següent diagrama mostra les poblacions més properes.